# Mikhaïl Kouzmine
Pour les articles homonymes, voir Kouzmine.
Mikhaïl Alekseïevitch Kouzmine (en russe : Михаи́л Алексе́евич Кузми́н; ISO 9 : Mihail Alekseevič Kuzmin) est un poète, romancier, dramaturge, critique littéraire et novéliste russe né le 6 octobre 1872 (18 octobre dans le calendrier grégorien) à Iaroslavl et mort le 1er mars 1936 à Leningrad.

## Biographie

### Enfance
Mikhaïl Kouzmine naît à Iaroslavl dans une famille de la petite noblesse de province, son père Alexeï Alexeïevitch Kouzmine, ancien officier de marine, étant membre du tribunal d'okroug de Iaroslavl, et sa mère, Nadejda Dmitrievna née Fiodorova (1834-1904), a du sang français. Dans une courte autobiographie, Mikhaïl Kouzmine écrit que l'arrière-grand-père de sa mère était le fameux acteur genevois Aufresne, venu à Saint-Pétersbourg sous le règne de Catherine la Grande. Sa fille Catherine, actrice de théâtre, a épousé l'acteur émigré français Léon Mongaultier, et de ce mariage est issue la grand-mère maternelle de l'écrivain, Ekaterina Lvovna, actrice de théâtre elle aussi. Du côté du père, issu de la petite noblesse de Iaroslavl et de Vologda, il y a eu des ancêtres vieux-croyants,.
Mikhaïl Kouzmine a cinq frères et sœurs: Varvara (1859-1922, mère de l'écrivain Sergueï Ausländer), Anna (1860-avant 1922), Alexeï (1862-avant 1922), Dmitri (1865-1895) et Pavel (né en 1876, mort dans la prime enfance). Lorsque Mikhaïl a dix-huit mois, la famille déménage à Saratov où le père sert au palais de justice. Mikhaïl Kouzmine commence ses études secondaires en 1883 au lycée (gymnasium) de la ville. Il s'essaye à l'écriture, imitant Hoffmann.

### Lycée
Le père prend sa retraite en 1884 et toute la famille déménage à Saint-Pétersbourg (ville natale de Nadejda Dmitrievna) où elle s'installe rue Mokhovaïa chez des parents. Mikhaïl Kouzmine entre au 8e gymnasium de Saint-Pétersbourg (8-9e ligne de l'île Vassilievski, n° 8). Son père Alexeï Alexeïevitch meurt en 1886. À cette époque, Mikhaïl Kouzmine fait la connaissance de Gueorgui Tchitcherine son condisciple. Cette camaraderie va avoir une grande influence sur le futur écrivain et jusqu'au départ de Russie de Tchitcherine en 1904, il sera son ami le plus proche, à la fois admirateur et mentor. Leur passion commune est la musique et la littérature, et ils se découvrent plus tard tous les deux homosexuels. Tchitcherine dans cette paire était l'intellectuel et Kouzmine, le créatif. C'est le futur diplomate qui a élargi les horizons du futur écrivain, par exemple, l'a initié à la philosophie, à la culture italienne et à la culture allemande.
Dès ses années de lycée, il pratique beaucoup la musique; il écrit au début des « romances quelque peu précieuses dans la mélodie, mais inimaginables sur le reste », puis des prologues d'opéras sur Don Juan et Cléopâtre, et enfin le texte et la musique d'un opéra intitulé Le Roi Millo (d'après Gozzi) . Il lit surtout à cette époque des auteurs romantiques allemands (Hoffmann, Jean Paul, La Motte-Fouqué, Ludwig Tieck).

### Étudiant
Kouzmine suit d'abord des études religieuses, puis musicales. Il est compositeur, élève de Nikolaï Rimski-Korsakov et d'Anatoli Liadov. Il s'attache à la littérature à l'âge de trente ans.

### Période soviétique
Après la Révolution d'Octobre, Kouzmine décide de rester en Russie et au fil du temps il devient un maître faisant autorité pour une nouvelle génération de poètes et d'écrivains de Leningrad. Pour gagner de l'argent, il participe à des productions théâtrales en tant que directeur musical, écrit des critiques de théâtre. Il collabore en tant que compositeur avec le Théâtre dramatique où il compose par exemple la musique du Manteau déchiré de Sem Benelli (1919), du Malade imaginaire de Molière, de La Nuit des rois de Shakespeare (1921), de La Terre de Brioussov (1922) et des Ménechmes de Plaute (1923). Kouzmine traduit en russe le livret de l'opéra de Cherubini, Le Porteur d'eau, La Flûte enchantée de Mozart, Wozzeck d'Alban Berg, ainsi que Le Chant de la Terre de Mahler.

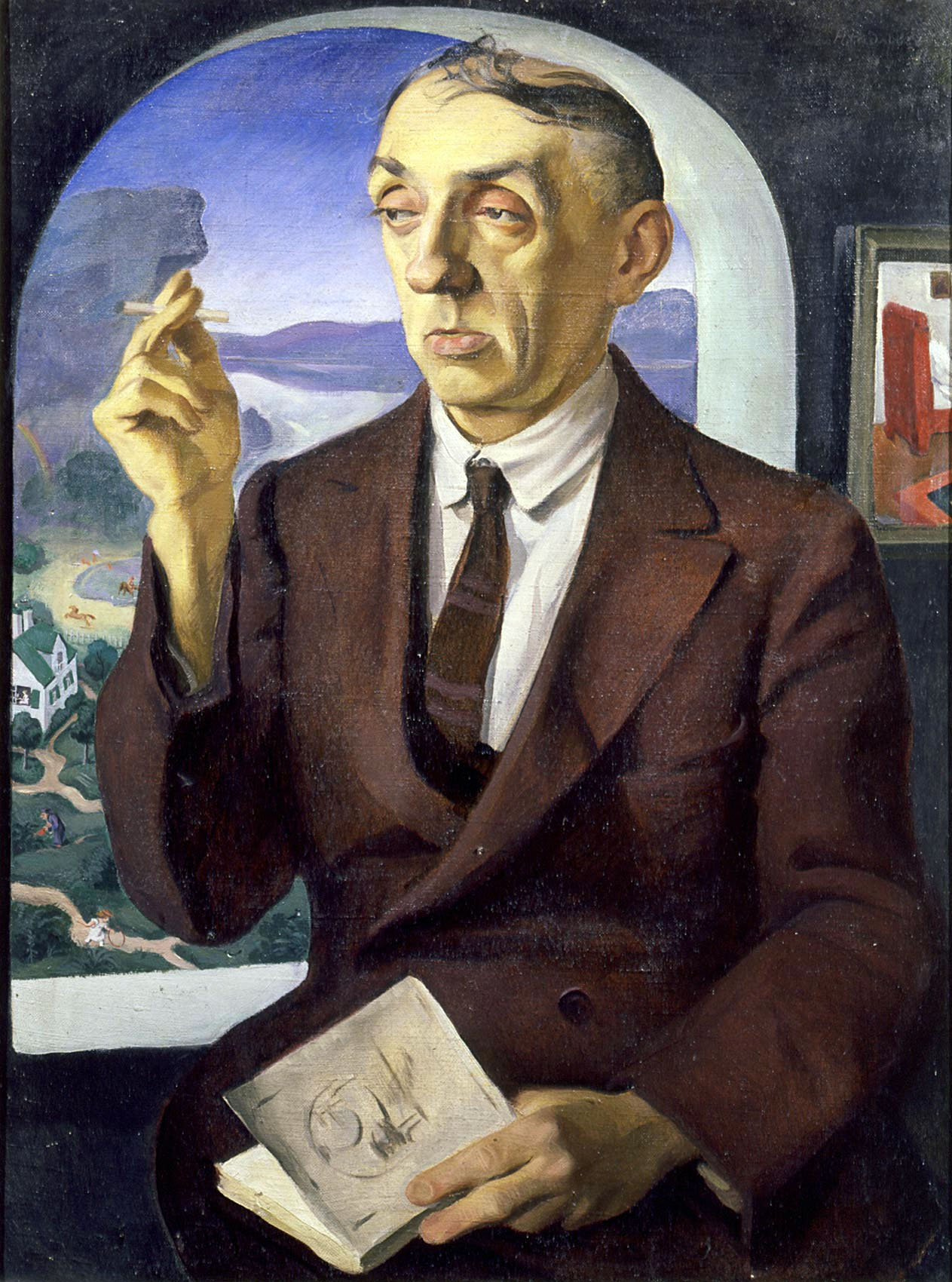
Portrait de Kouzmine par Nikolaï Radlov (1926).

En 1922-1923, Kouzmine est à la tête du groupe des «émotionnalistes» (dont Anna Radlova, Yourkoun, etc.) qui publie sous son autorité l'almanach littéraire Abraxas («Абраксас»). L'émotionnalisme se comprend par Kouzmine comme « une variété d'expressionnisme clarifiée et pacifiée ». Les autres tendances dans la littérature de l'expressionnisme russe sont représentées par le « Parnasse moscovite » de Boris Lapine (1922) et le cercle expressionniste de Sokolov (1919-1922). Les pièces tardives de Kouzmine destinées à la lecture seule (Lesedrama), comme Les Promenades de la goule ou bien La Mort de Néron sont construites sur l'imbrication de réminiscences et de mythologies significatives pour l'auteur, agencées selon le principe de l'association subjective.
Kouzmine traverse relativement à l'abri le début de la répression politique, bien qu'étant anxieux pour ses proches plus exposés du fait de leur origine sociale avant la révolution. Peut-être qu'une amitié de longue date avec Gueorgui Tchitcherine, commissaire du peuple aux affaires étrangères de l'URSS, a joué un rôle à cet égard. Cependant il est de moins en moins publié : à peine deux ou trois poèmes par an à la fin des années 1920. En outre, les autorités communales placent dans son appartement une famille nombreuse juive, à la suite de quoi l'appartement (qu'il partageait déjà avec Yourkoun) est transformé en appartement communautaire « encombré et à l'étroit ».
En 1929, son dernier recueil de poésie franchit miraculeusement le mur de la censure idéologique; La Truite brise la glace est considéré, selon son héritière, la poétesse Elena Schwarz, comme son chef-d'œuvre et peut-être comme « la justification de sa vie ». Les poèmes du recueil se distinguent par une variété de mesures, une imagerie onirique, la disparition de l'ancienne légèreté mignonne, des références au gnosticisme, ainsi qu'à d'autres doctrines ésotériques difficiles à interpréter. Il est influencé aussi par un certain expressionnisme d'Europe occidentale (en particulier par le cinéma expressionniste allemand). Comme chez Mandelstam, ces vers viennent en remplacement de la « belle clarté » des années 1910 et deviennent assombris, hermétiques, finalement presque inaccessibles au déchiffrement, témoignant du mouvement de l'auteur vers le surréalisme. Ses textes en prose des années 1920 se rapprochent du mouvement «Oberiou».
À partir de la seconde moitié des années 1920, Kouzmine (comme beaucoup d'autres auteurs du « siècle d'argent » désormais mis à l'écart) se met à gagner sa vie grâce à des traductions, dont les Métamorphoses d'Apulée (sa traduction est devenue un classique), les sonnets de Pétrarque, huit pièces de Shakespeare, des nouvelles de Mérimée, des poèmes de Goethe et d'Henri de Regnier. À l'invitation de Maxime Gorki, il participe à l'élaboration des plans de la section française de la maison d'édition Vsemirnaïa literatoura (Littérature mondiale), éditant la collection complète d'Anatole France (il participe aussi à sa traduction). Selon Nikolaï Khadjiev, Kouzmine s'est intéressé à la fin de sa vie aux poètes métaphysiques; c'était « vraisemblablement le seul dans notre pays à connaître la poésie de John Donne ». Parmi les jeunes auteurs de Leningrad qui lui rendaient visite à ses thés de five o'clock, il faut citer Constantin Vaguinov dont la mort prématurée l'a profondément déprimé.
Mikhaïl Kouzmine meurt de pneumonie le 1er mars 1936 à l'hôpital de Kouïbychev de Leningrad (autrefois bolnitsa Mariinskaïa) (perspective Liteïny, n° 56): selon Yourkoun, « il est mort de manière exceptionnellement harmonieuse de tout son être : légèrement, gracieusement, gaiement, presque de façon festive ». Il est enterré à la passerelle des écrivains du cimetière Volkovo.
Après la Grande Guerre patriotique, sa tombe a été déplacée dans une autre division du cimetière à cause de l'édification du monument de la famille Oulianov. Les restes des enterrés ont été « jetés dans un autre endroit du cimetière, où ils ont tous été enterrés dans une fosse commune ». Au XXIe siècle, des lectures de ses poèmes sont organisées à cet endroit le jour anniversaire de sa mort.
Les livres de Kouzmine ne sont plus publiés en URSS à partir de 1929 jusqu'en 1989. Plusieurs œuvres tardives se sont perdues: ainsi de son roman Les Merveilles de Rome, il ne reste que quelques chapitres et presque tous les poèmes des sept dernières années de sa vie ont disparu. Après sa mort, des manuscrits ont été légués selon une décision de justice à la mère de Yourkoun dont il était le locataire. Mais la plupart de ses manuscrits ont disparu. Son Journal, riche d'informations sur les années 1905-1929, ainsi que d'autres papiers d'archives ont été vendus par Kouzmine pour 25 000 roubles au directeur du musée littéraire d'État (Goslitmouzeï), Vladimir Bontch-Brouïevitch. La publication au début du XXIe siècle de cahiers de son Journal de 1905-1915 a permis de reconsidérer la place de Kouzmine dans la vie littéraire de son temps et a conduit à l'émergence d'une sorte de culte du poète en tant que gardien des traditions culturelles, à l'ère de l'effondrement de la culture. Son Journal de 1934 a également survécu et a été publié par Gleb Morev en 1998.

## Œuvre
L'œuvre poétique de Kouzmine est généralement associée à l'école acméiste. Kouzmine a écrit le premier recueil en vers libres de la littérature russe. La Truite casse la glace (« Форель разбивает лёд », 1929) est son poème le plus important, entre autres sur le thème de l'homosexualité.

## Ouvrages traduits en français
- 1996 : Le Rossignol vert, Éd. Noir sur blanc  (ISBN 2882500602)
- 2000 : Les Ailes, Éd. Ombres  (ISBN 2841421333)
- 2003 : L'Ange gardien, Éd. Noir sur blanc, coll. « Littérature russe »  (ISBN 2882501307)
- 2017 : La Truite rompt la glace (premier cycle, édition bilingue), traduction et notes de Serge Lipstein, postface de Pierre Lacroix, notice biographique d'Yvan Quintin, Éd. ErosOnyx, Collection Classiques  (ISBN 9782918444336)
- 2019 : Chansons d'Alexandrie (édition bilingue), traduction et présentation de Bernard Kreise, avec la partition chant-piano de l'auteur, Éd. ErosOnyx, Collection Classiques  (ISBN 9782918444381)
- 2020 : Le Grain de beauté de Vania (édition bilingue), in Amours d'été : trois nouvelles russes, traduction, préface et notes d'Alexander Kazakevich, Éd. Pocket  (ISBN 9782266309400)